# Brun törnskata
Brun törnskata (Lanius cristatus) är en fågel i familjen törnskator (Laniidae) som främst förekommer i Asien. Som de flesta törnskator har den en distinkt svart ögonmask. Den återfinns främst i öppna busklandskap, där den ofta sitter i toppen av en taggig buske i väntan på ett byte. Flera populationer av denna vitt spridda art bildar distinkta underarter. Den häckar i de tempererade delarna av Asien och övervintrar i tropiska Asien. Den är en sällsynt gäst i Europa och Nordamerika.

## Systematik och utbredning
Brun törnskata bildar tillsammans med sina två närmsta släktingar törnskata (L. collurio) och isabellatörnskata (L. isabellinus) en så kallad superart och har vid olika tillfällen också behandlats som underart till dessa arter. Arten delas idag upp i fyra underarter L. c. cristatus, L. c. lucionensis, L. c. supercilious och L. c. confusus där den senare skiljer sig minst ifrån cristatus och ibland behandlas den också som en del av nominatformen.  Vissa auktoriteter kategoriserar även taxonet supercilious som den egna arten japansk törnskata (Lanius supercilious).
Brun törnskata är en asiatisk flyttfågel som häckar i de tempererade delarna av Asien och övervintrar i tropiska Asien. De olika underarterna av brun törnskata uppvisar tillsammans de nordligaste, östligaste och sydligaste häckningspopulationerna av de tre närbesläktade törnskatsarterna cristatus, isabellinus och collurio.
- Lanius cristatus cristatus, sibirisk brun törnskata[3] – nominatformen häckar i norra Asien i östra Sibirien, från Bajkal till Kamtjatka och nordvästra Mongoliet. Övervintrar i Indien. Sydostasien och på Malackahalvön.[2][4]
- Lanius cristatus confusus (Stegmann, 1929) – häckar i Manchuriet, Amurland och Sachalin. Dess häckningsområden ligger till största delen söder om nominatformen, väster om superciliosus  och norr om lucionensis och den övervintrar på Malackahalvön och Sumatra.[2][4]
- Lanius cristatus superciliosus (Latham, 1801) – häckar i på öar utanför och i södra Sachalin, på Kurillerna och i Japan, från Hokkaido till de centrala delarna av Honshu. Ses regelbundet under flytten i Honshu, Kyushu och på Ryukyuöarna. Övervintrar på Sumatra, Hainan, Java och de mindre Sundaöarna.[2][4]
- Lanius cristatus lucionensis (Linné, 1766) – har det sydligaste utbredningsområdet och häckar i Korea, norra och östra Kina, på Kyushu och Ryukyuöarna. Övervintrar på främst i Taiwan, på Filippinerna, Borneo och Sulawesi men även på Andamanöarna och i södra Indien.[2][4][5][6][7][8]

Brun törnskata är en sällsynt gäst i Europa. I Sverige har den endast påträffats tre gånger, första gången på ön Nidingen i Halland 3/10 1984. Fågeln betraktades först vara en isabellatörnskata, men 2006 omgranskades fyndet och bestämdes till brun törnskata, av nominatformen. Andra gången var på Landsort utanför Nynäshamn i början av oktober 2019, då bestämd till antingen lucionensis eller confusus. Även det tredje fyndet, 30/10 2021 på Ölands norra udde, ansågs tillhöra samma underartsgrupp. I övriga Norden har den påträffats även i Danmark och Norge, dock ännu ej i Finland och på Island. I Storbritannien finns över 30-talet fynd. Den har också observerats i USA och Kanada.

## Utseende
Brun törnskata har en längd på 17–20 cm, ett vingspann på 30–38 cm och den har en rundad stjärt. Den är till största delen brun på ovansidan och har en svart, väl markerad ögonmask, som dock kan vara blekare vintertid. Ovanför masken finns ett vitt, ganska brett parti medan hjässan är brun. Undersidan är krämfärgad med rödbrun kroppssida och bröst. Ovansidan av vingen är brun och saknar helt ljus handbasfläck. Honorna är fint vattrade på kroppssidan och masken är inte lika mörkt och distinkt som hos hanen. Underarterna uppvisar delvis en klinal skillnad. Lucionensis har grå hjässa och en kontrasterande vit kind gentemot bröstets mer krämfärgade ton. Underarten supercilious har en ljusare rödbrun ton på ovansidan än nominatformen. Underarten confusus skiljer sig inte så tydligt ifrån nominatformen men den har ett större vitt fält ovanför den svart ögonmasken och en ljusare undersida.
Ett flertal övergångsformer är kända ifrån Centralasien där häckningspopulationer av arterna cristatus, isabellinus och collurio överlappar varandra.

## Ekologi

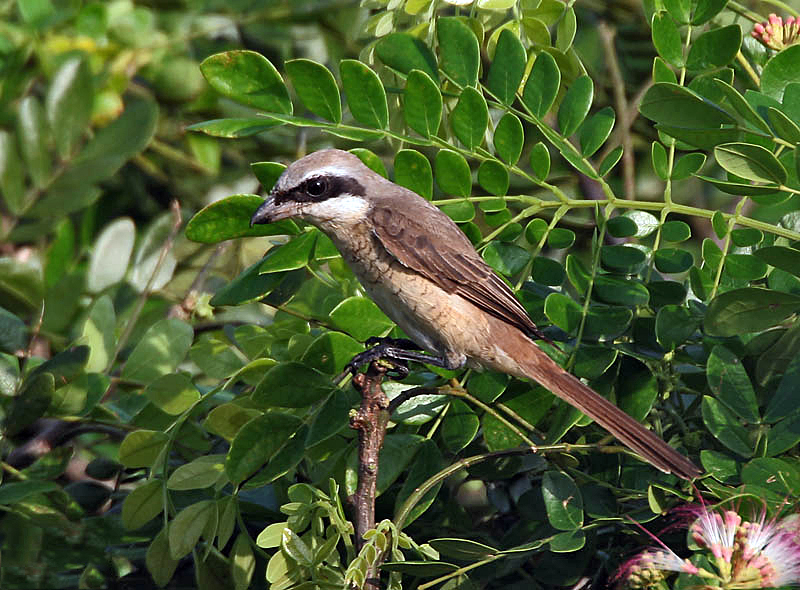
Brun törnskata av underarten lucionensis. Notera den grå hjässan och vita kinden som kontrasterar mot det mer krämfärgade bröstet.

### Flyttning och övervintring
Ringmärkning har visat att brun törnskata är mycket trogen sina övervintringsområden och återvänder år efter år till samma platser. De etablerar sina revir kort efter att de anländer till sina vinterkvarter. Individer som anländer tidigt och etablerar revir har sedan ett övertag över de som anländer senare. Tidpunkten för flyttningen är mycket regelbunden och till övervintringsområdena i Indien anländer de i september och flyttar igen i april. Under vintern genomgår de en ruggning som avslutas innan vårflytten påbörjas.

### Häckning och biotop
Häckningsbiotopen utgörs av taiga, skog och halvöken där de bygger sina bon i träd och buskar. Den lägger 2-6 ägg per kull.

### Föda
De lever främst av insekter och då speciellt fjärilar. De sitter vanligtvis högt upp på en gren i en buske och spanar efter byten som de ofta dyker mot marken för att fånga, vilket är en typisk metod för törnskatorna.

## Status och hot
Arten har ett stort utbredningsområde och en stor population, men tros minska i antal, dock inte tillräckligt kraftigt för att den ska betraktas som hotad. Internationella naturvårdsunionen IUCN kategoriserar därför arten som livskraftig (LC).

## Bildgalleri

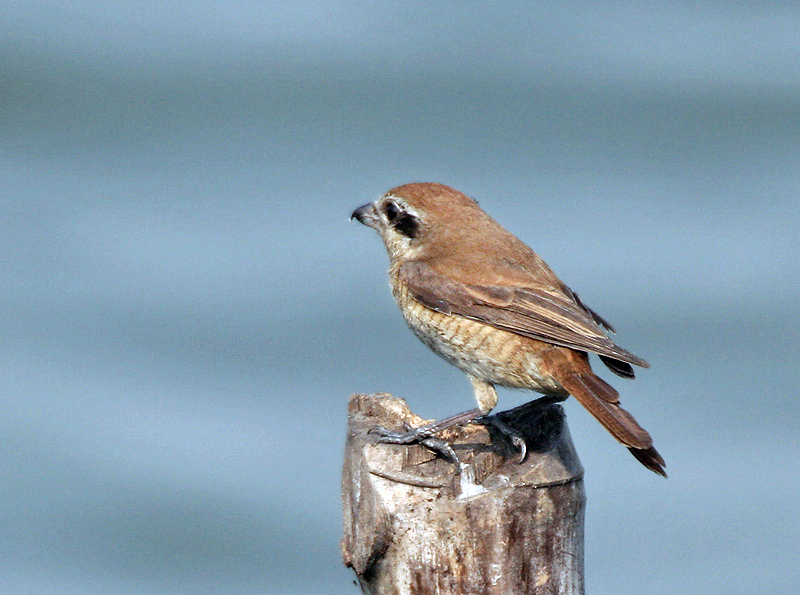
Brun törnskata i vinterkvarter i Kolkata, Västbengalen, Indien.
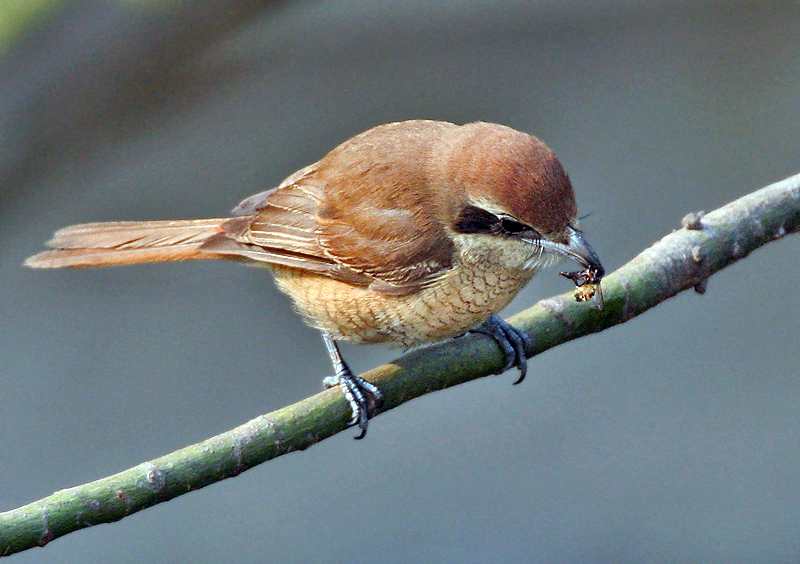
Födosökande individ, under första vintern (1K), i Kolkata, Västbengalen, Indien.
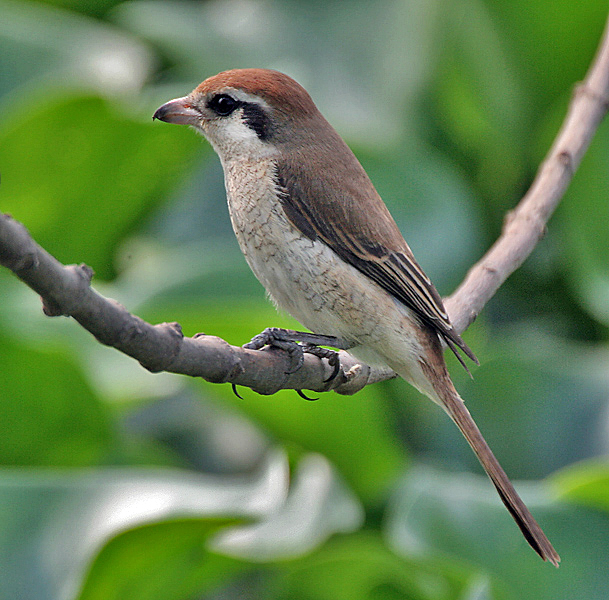
1k-individ i Kolkata, Västbengalen, Indien.
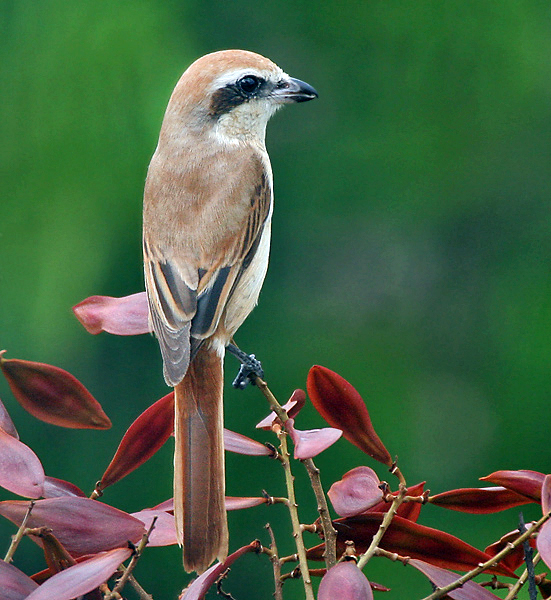
1k-individ i Kolkata, Västbengalen, Indien.